# NasAir
NasAir is een luchtvaartmaatschappij uit Eritrea met haar thuisbasis in Asmara. Naast passagiersvluchten vanuit Asmara voert zij ook een uitgebreid vrachtvluchtennetwerk uit vanuit Massawa.

## Geschiedenis
NasAir is opgericht in 2006.
Een van de vliegtuigen in gebruik is een door KLM afgestoten oud vliegtuig.

## Diensten
NasAir voert lijnvluchten uit naar:(juli 2007)
Binnenland:
- Asmara, Assab, Massawa.

Buitenland:
- Doha, Dubai, Jeddah, Khartoem, Nairobi

## Vloot
De vloot van NasAir bestaat uit: (november 2012)
- 1 Boeing B-737-200